# Născuți pe Pământ
Născuți pe Pământ (1995) (engleză: Earthborn) este ultimul roman din Saga Întoarcerea acasă de Orson Scott Card, o prezentare SF a primelor sute de ani din Cartea lui Mormon. Spre deosebire de precedentele patru romane, a căror acțiune avea continuitate și care conțineau același grup de personaje, această carte face un salt de cinci sute de ani în viitor și prezintă o perioadă în care singurul supraviețuitor al pelerinilor inițiali este Shedemei, grație costumului care-i prelungește viața și a numeroaselor perioade petrecute în stare de animație suspendată.

## Intriga
Descendenții lui Nafai și ai lui Elemak au construit orașe și au întemeiat regate, iar dușmănia dintre cei doi frați nu a fost uitată. Nafaii îl venerează pe Păstrătorul Pământului și-și conduc regatul alături de Îngeri, în tip ce Săpătorii sunt ținuți în sclavie. Unele triburi de Nafai consideră insuportabilă chiar și acceptarea Îngerilor, așa încât părăsesc regatul. Gestul le aduce un viitor sumbru, întrucât sunt capturate de Elemaki și transformate în sclavi. În regatul Elemakilor, Îngerii sunt excluși, iar Săpătorii sunt uneltele cu care stăpânii umani își pun în aplicare pedepsele asupra sclavilor.
Între timp, pe nava Basilica ce orbitează în jurul Pământului, Shedemei și Sufletul Suprem caută metode prin care să-l oblige pe Păstrătorul Pământului să-și dezvăluie identitatea. Când acesta începe să trimită vise Nafailor, în încercarea de a le reuni poporul și de a face toate rasele inteligente ale Terrei - oameni, Îngeri și Săpători - egale în fața legii, Shedemei și Sufletul Suprem sabotează acțiunile oamenilor. Ei speră ca, astfel, Păstrătorul Pământului să fie nevoit să intervină direct pentru a-și duce planurile la îndeplinire.
Pe Pământ, Nafaii plecați în pribegie și transformați în sclavi de către Elemaki sunt eliberați și readuși în regat, dar religia Păstrătorului se clatină și încercarea de a le acorda drepturi Săpătorilor se lovește de o reacție ostilă. Shedemei coboară pe Pământ și înființează o școală în care-i protejează pe Săpători, atrăgând furia extremiștilor. Când Păstrătorul Pământului i se revelează în sfârșit, Shedemei înțelege că aceasta este o entitate care guvernează totul - un fel de Dumnezeu - și a cărei dorință este ca toate neamurile Pământului să trăiască în armonie. Cu ajutorul lui, Shedemei face o serie de miracole prin care-i convinge pe eretici de existența Păstrătorului, aducându-i înapoi pe calea cea bună și făcându-i să accepte cooperarea de pe poziții de egalitate între oameni, Îngeri și Săpători.

### Capitolele cărții
| - Personajele - 1 - Captivitate - 2 - Vise adevărate - 3 - Rezistență - 4 - Eliberare - 5 - Mistere - 6 - Deziluzie - 7 - Școala lui Rasaro | - 8 - Încercări - 9 - Persecuție - 10 - Străvechi căi - 11 - Înfrângere - 12 - Victorie - 13 - Iertare - Note geografice |

## Lista personajelor
- Shedemei - geneticiană de geniu, este aleasă de Sufletul Suprem să îmbrace mantia de comandant și să se retragă pe orbita Pământului în nava Basilica, de unde supraveghează evoluția urmașilor călătorilor sosiți de pe Harmony
- Akmaro - mare preot în Darakemba, ținutul Nafarilor, cel mai înfocat susținător al egalității tuturor ființelor în fața Păstrătorului
- Chebeya - soția lui Akmaro
- Akma - fiul lui Akmaro și al Chebeyei, devenit un dușman înverșunat al religiei Păstrătorului
- Luet - fiica lui Akmaro și a Chebeyei
- Motiak - rege în Darakemba și un vizionar care încearcă să facă reforme sociale
- Aronha - fiul cel mare al lui Motiak și urmașul său la tron
- Mon - al doilea fiu al lui Motiak, interpret al viselor adevărate trimise de Păstrător
- Edhadeya - fiica lui Motiak, căreia Păstrătorul Pământului îi trimite vise adevărate
- Ominer și Khimin - fiii cei mai mici ai regelui
- Bego - arhivar din rândul Îngerilor și profesor al copiilor regelui
- Ilihiak - conducătorul Zenifilor, trib plecat în exil din Darakemba din cauza unor neînțelegeri; după reîntoarcerea în rândul Nafarilor, abdică de la tron
- Pabul și Didul - fii ai regelui Elemak Pabulog, la care se află în sclavie familia lui Akmaro; marele preot îi convertește, transformându-i din torționari în predicatori ai religiei Păstrătorului
- Voozhum - sclavă Săpătoare, slujnică a Edhadeyei; după eliberarea din sclavie a Săpătorilor, ajunge profesoară la școala deschisă de Shedemei

## Opinii critice
The Guardian consideră seria Întoarcerea acasă „una dintre cele mai reușite ale lui Card”, argumentând că „scriitorul imaginează un viitor care îi aduce provocări nenumărate cititorului”. Kirkus vede în ea „mai mult decât o parabolă și nu chiar o alegorie”, apreciind că „reușește cu succes să fie, în același timp, un divertisment plăcut, de necontestat și edificatoare”.
Publishers Weekly este de părere că „volumul care încheie seria Întoarcerea acasă nu se ridică la nivelul precedentelor cărți” și concluzionează că, deși „poate satisface fanii lui Card, nu este cartea prin intermediul căreia să-l întâlnești pe Card pentru prima oară”.